# Sabijnen

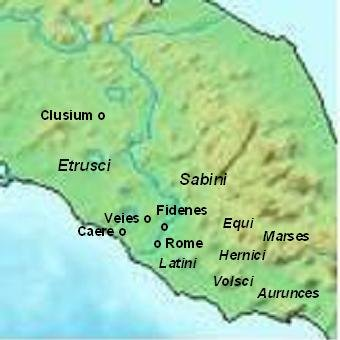
Kaart van de volkeren rond Rome in de 5e eeuw v.Chr.

De Sabijnen (Latijn: Sabini) waren een Midden-Italische volksstam die van (vermoedelijk) de 8e tot de 3e eeuw v.Chr. ten noordoosten van Rome woonde in het bergland tussen de rivieren Anio, Tiber en Nar, in de nu naar hen genoemde subregio Sabina, in Latium.

## Geschiedenis
Hun voornaamste nederzettingen waren in het oosten Reate, Amiternum en Nursia, in het westen Cures, Numentum en Fidenae. Over hun herkomst is weinig met zekerheid bekend. Hun taal, waarvan weinig overbleef, was vermoedelijk verwant met het Oskisch en wordt door vele taalkundigen gerekend tot de z.g. sabellische dialecten. 
Volgens de oud-Romeinse overlevering zouden er, in de oudste tijden, Sabijnen hebben gewoond op de Quirinalis-heuvel in het huidige Rome. Bekend is de sage van de Sabijnse maagdenroof. Deze verhaalt hoe Romulus en zijn volgelingen, omdat de door hen gestichte stad een tekort aan vrouwen had, hun toevlucht namen tot een list. Ze nodigden de naburige Sabijnen uit op het Consualia-feest, overvielen en verjoegen de gasten, en ontvoerden hun huwbare dochters. Toen de Sabijnse koning Titus Tatius daarna tegen de Romeinen optrok, om deze misdaad te wreken, zouden de Sabijnse meisjes bemiddeld hebben om een oorlog te voorkomen. De beide nederzettingen sloten vrede, smolten samen en Romulus deelde het koningschap met Titus Tatius tot diens dood. 
Hoewel de meeste historici aan dit verhaal geen enkele historische waarde toekennen, heeft onderzoek met zekerheid aangetoond dat de twee volken nauw met elkaar verbonden waren, met name op het gebied van religie en mythologie. De Romeinen hebben in godsdienstig en staatkundig opzicht een sterke invloed van de Sabijnen ondergaan, en van oudsher hebben Sabijnse elementen deel uitgemaakt van de bevolking van Rome. Veel Sabijnse godheden en cultussen ontwikkelden zich in Rome en veel delen van de stad, zoals het Quirinaal, waren ooit Sabijns. De naam Quirites voor de burgers van Rome is zo goed als zeker Sabijns van oorsprong, evenals de herkomst van enkele der oudste Romeinse gentes, de Claudii, de Fabii en de Aurelii. Ook in de Romeinse godsdienst zijn instellingen en gebruiken aan te wijzen (vb. Quirinus, de Salii) waarvan de oorsprong gezocht moet worden bij de Sabijnen die als zeer godsdienstig golden.
Vast staat ook dat de Sabijnen de Romeinen in de eerste helft van de 5e eeuw v.Chr. veel last bezorgd hebben, totdat hun in 449 een zware nederlaag werd toegebracht. Vervolgens horen we lange tijd niets meer van hen. 

 In 290 v.Chr. veroverde de Romeinse consul Manius Curius Dentatus hun gebied en confisqueerde een groot gedeelte ervan. De bewoners werden cives sine suffragio. Nadat ze in 268 v.Chr. het volledige Romeinse burgerrecht hadden verkregen, werden ze ingedeeld bij de tribus Quirina en snel geromaniseerd. Sindsdien kan van de Sabijnen als etnische groepering niet meer gesproken worden.

## Antieke bronnen
Over de Sabijnen is geschreven in de volgende historische bronnen:
- Ovidius: Fasti, Boek III, vv. 167 - 258
- Ovidius: Ars Amatoria, Boek II, vv. 30 - 47
- Livius: Ab Urbe Condita, Boek I, 9 - 13
- Cicero: De Republica, Boek II, 12 - 14)
- Plutarchus: Bioi Paralleloi: Romulus 14 - 20)